# Lupinus mutabilis
Lupinus mutabilis, conocido como tauri, tarhui,, tarwi, lupino, chocho, altramuz, lupino andino o soya de los andes, es una leguminosa de origen americano, cultivada en los Andes. Su alto contenido de proteínas, similar al de la soja, lo hace una planta de interés para la nutrición humana.

## Descripción

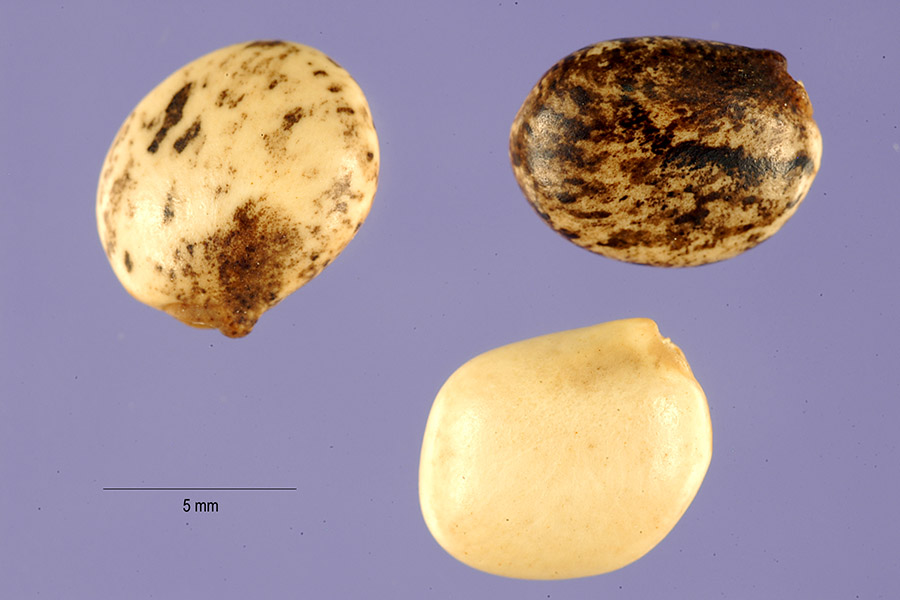
Semillas de lupino o chocho

Es una leguminosa herbácea erecta de tallos robustos, algo leñosa. Alcanza una altura de 1,8 a 2 m. Se cultiva principalmente entre los 2000 y 3800 metros de altura, en climas templados y fríos.[cita requerida]
El chocho es un producto que los pueblos andinos estiman y saben usar sus propiedades. Se cultiva chocho cuando la tierra no tiene suficientes nutrientes, por su característica fertilizante pues logra que se fije el nitrógeno atmosférico al suelo.
La planta del chocho entra en su máxima floración en los meses de febrero y marzo, por lo que la flor del chocho simboliza para las culturas andinas del norte del Ecuador, la época de florecimiento-primavera y abundancia de granos tiernos para comer, época que es celebrada en la fiesta del Pawkar Raymi.

## Distribución
Proviene de los Andes centrales, principalmente del Perú, Bolivia, Chile, Ecuador y noroeste de Argentina, aunque las relaciones comerciales que existen en esa zona han expandido su cultivo por todos los países andinos.
En el Perú se cultiva principalmente en zonas como Cajamarca, Áncash, en el Valle del Mantaro, Ayacucho, Cusco y en Puno.[cita requerida]

## Taxonomía
Lupinus mutabilis fue descrita por Sweet y publicado en The British Flower Garden 2: pl. 130. (1 de noviembre de 1825).
Etimología
Lupinus: nombre genérico que proviene del nombre latín lupus que significa "lobo". Anteriormente se creía que estas plantas eran dañinas para el suelo por lo que se usó este nombre derivado del depredador para nombrarlas; actualmente se sabe que no solo no son dañinas sino que también ayudar a fijar el nitrógeno en el suelo.
mutabilis: epíteto latíno que significa "cambiable, mutable".

## Importancia económica y cultural

### Usos nutricionales

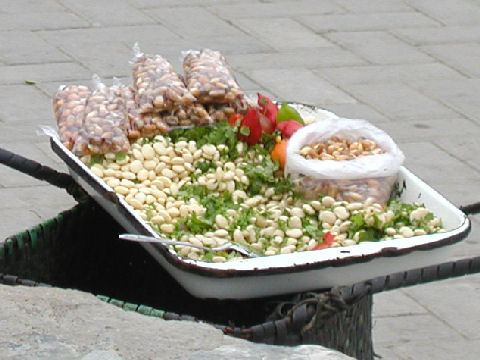
Cebiche de chochos

Las semillas de este vegetal dan lugar a infinidad de preparaciones en la gastronomía de Perú así como la de Ecuador. Inclusive desde mucho antes del siglo XVI era parte importante de la dieta. De acuerdo a Santiago Antúnez de Mayolo, el tarwi representaba el 5 % de la dieta incaica. Asimismo, proveía de abundante proteína a la población. Se han encontrado semillas en tumbas de la Cultura Nazca y representaciones en la cerámica Tiahuanaco.[cita requerida]
En fresco, se puede utilizar como aperitivo, en guisos, en purés, en salsas, cebiche de chochos, sopas (crema de tarwi); guisos (pepián), postres (mazamorras con naranja) y refrescos (jugo de papaya con harina de tarwi), todos los platos provenientes de los Andes pero de amplia difusión en el territorio peruano.

### Alcaloides
El Lupinus mutabilis contiene elevados valores de alcaloides que puede variar de 0.007 a 4.5g/100g en base seca. Los principales alcaloides encontrados son la lupanina, D-lupinina, esparteína, 3-hidroxilupanina, 13 hidroxilupanina y 4 hidroxilupanina. Estos compuestos le otorgan un sabor amargo al tarwi y pueden generar toxicidad anticolinergica aguda. Para proceder a su desamargado se pueden aplicar diferentes métodos (biológicos, químicos y físicos).

### Otros usos
La harina se usa hasta en 15% en la panificación, por la ventaja de mejorar considerablemente el valor proteico y calórico el producto.
Los alcaloides (esparteína, lupinina, lupanidina, etc) se emplean para controlar ectoparásitos y parásitos intestinales de los animales.
En estado de floración, la planta se incorpora a la tierra como abono verde, con buenos resultados mejorando la cantidad de materia orgánica, estructura y retención de humedad del suelo.
Los residuos de la cosecha (tallos secos) se usan como combustible por su gran cantidad de celulosa que proporciona un buen poder calorífico.
El chocho es considerado en la actualidad un superalimento por su gran valor nutricional (pero se puede considerar tóxico y letal su abuso si no se trata adecuadamente) que comprende 38% proteínas, 24 % hidratos de carbono, 24% fibra vegetal, 6% grasa insaturada, 7.5% minerales (hierro, calcio, magnesio, potasio, zinc) y vitamina B12.

### Usos medicinales

#### Farmacología
Se han realizado estudios verificando las propiedades hipoglucemiantes en la sangre de las semillas de Lupinus mutabilis tanto cruda como cocinadas.
Se han encontrados los siguientes metabolitos secundarios: alfa-tocoferol, γ-Tocoferol, esparteína, lupinina, lupanidina y ácidos grasos.

## Producción en el Perú
La producción del Lupino andino se ha aumentado considerablemente en el Perú, esto en gran parte a las diversas campañas que incentivo el estado peruano para su consumo.[cita requerida]
| Año          | 2019 | 2018 | 2017 | 2016 |
| ------------ | ---- | ---- | ---- | ---- |
| Amazonas     | 70   | 89   | 64   | 75   |
| Áncash       | 577  | 386  | 159  | 642  |
| Apurímac     | 2409 | 2437 | 1807 | 1463 |
| Ayacucho     | 399  | 444  | 219  | 360  |
| Cajamarca    | 445  | 415  | 315  | 420  |
| Cusco        | 2576 | 3229 | 3057 | 3048 |
| Huancavelica | 832  | 279  | 387  | 631  |
| Huánuco      | 1251 | 1024 | 1079 | 1011 |
| Junín        | 651  | 595  | 562  | 523  |
| La Libertad  | 5803 | 6083 | 4681 | 4107 |
| Puno         | 1411 | 1401 | 1445 | 1693 |

### General
- Chirinos, Rosana; Pedreschi, Romina; Rogez, Hervé; Larondelle, Yvan; Campos, David (2013). «Phenolic compound contents and antioxidant activity in plants with nutritional and/or medicinal properties from the Peruvian Andean region». Industrial Crops and Products (en inglés) 47: 145-152. doi:10.1016/j.indcrop.2013.02.025. Consultado el 6 de mayo de 2019.

- Boschin, Giovanna; Arnoldi, Anna (2011). «Legumes are valuable sources of tocopherols». Food Chemistry 127 (3): 1199-1203. ISSN 0308-8146. PMID 25214114. doi:10.1016/j.foodchem.2011.01.124. Consultado el 6 de mayo de 2019.

- Hurrell, Julio Alberto; Ulibarri, Emilio A.; Puentes, Jeremías P.; Buet Costantino, Fernando; Arenas, Patricia M.; Pochettino, María Lelia (2011). «Leguminosas medicinales y alimenticias utilizadas en la conurbación Buenos Aires-La Plata, Argentina». Boletín Latinoamericano y del Caribe de Plantas Medicinales y Aromáticas 10 (5). ISSN 0717-7917. Consultado el 6 de mayo de 2019.

- Jacobsen, Sven-E.; Mujica, Angel (2006). «El tarwi (Lupinus mutabilis Sweet.) y sus parientes silvestres». Botánica Económica de los Andes Centrales (La Paz: Universidad Mayor de San Andrés): 458-482. Consultado el 5 de mayo de 2019.

- Lampart-Szczapa, Eleonora; Korczak, Jozef; Nogala-Kalucka, Malgorzata; Zawirska-Wojtasiak, Renata (2003). «Antioxidant properties of lupin seed products». Food Chemistry (en inglés) 83 (2): 279-285. doi:10.1016/S0308-8146(03)00091-8. Consultado el 6 de mayo de 2019.

### Específica
- M. E. Baldeón, J. Castro (2012). «Efecto Hipoglicemiante De Lupinus Mutabilis Cocinado Y Sus Alcaloides En Sujetos Con Diabetes Tipo-2». Nutrición Hospitalaria (4): 1261-1266. ISSN 0212-1611. doi:10.3305/nh.2012.27.4.5761. Consultado el 6 de mayo de 2019. (enlace roto disponible en Internet Archive; véase el historial, la primera versión y la última).

- Baldeón, E.; Villamar, P.; Narváez, L.; Villacrés, Elena; Castro, J.; Fornasini, M. (2012). «Hypoglycemic effect of Lupinus mutabilis in healthy volunteers and subjects with dysglycemia». Nutrición Hospitalaria 27 (2): 415-423. Consultado el 6 de mayo de 2019.

- Arias, Michelle Christine Chirinos (2015). «Tarwi (Lupinus mutabilis Sweet) una planta con potencial nutritivo y medicinal». Revista Bio Ciencias (en inglés) 3 (3): 163-172. doi:10.15741/revbio.03.03.03. Consultado el 6 de mayo de 2019.

- García, Esther Lilia Peralta; Espin, S.; Lucero, O.; Navarrete, M.; Villacrés, Elena (2010). «Evaluación del Rendimiento, Características Físico-Químicas y Nutraceúticas del Aceite de Chocho (Lupinus mutabilis sweet)». Revista Tecnológica - ESPOL 23 (2). ISSN 1390-3659. Consultado el 6 de mayo de 2019.